# 中国科学院国家授时中心
中国科学院国家授时中心的前身是中国科学院陕西天文台。陕西天文台成立于1966年，主要负责校对时间的工作，是全球授时机构之一。位于陕西省西安市临潼区骊山。

## 授時服務

### 網絡授時服務
用戶可通過網路時間協定（NTP）連接 ntp.ntsc.ac.cn 使用國家授時中心的网络授时服务系统（試運行）。

### 语音报时服务
用户可拨打语音报时专线 029-83895117 获取标准时间。语音报时的时间源直接来自国家授时中心保持的国家授时时间基准，报时误差不超过1秒。该项服务只需支付通话费，不收任何信息服务费。

## 蒲城旧址
国家授时中心在成立之初位于陕西省渭南市蒲城县，其旧址已被列为陕西省文物保护单位。